# Louis de Cormontaigne

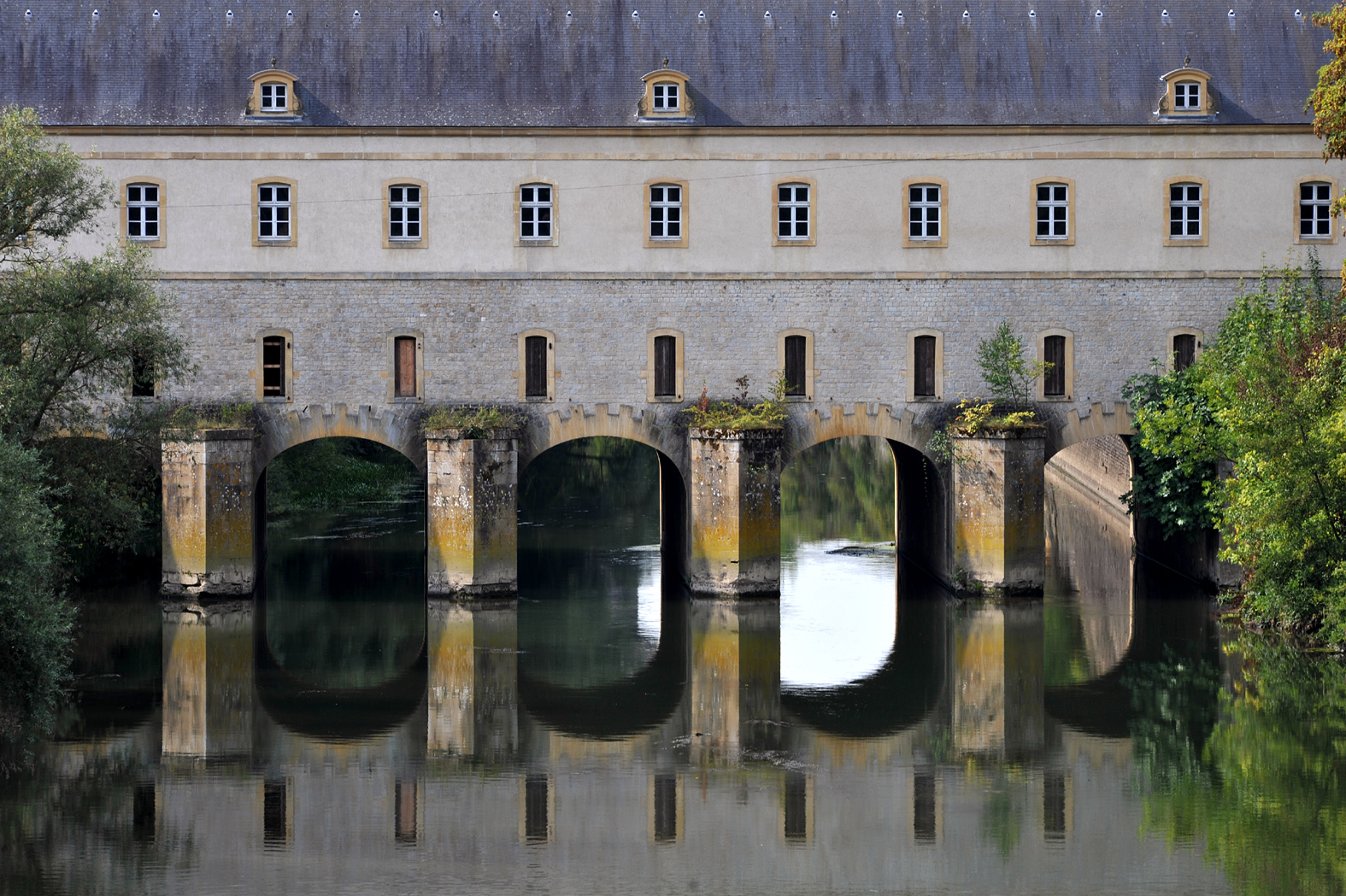
Pont de Cormontaigne ou Pont-écluse sud, un de deux ponts historiques sur le canal des fortifications à Thionville.

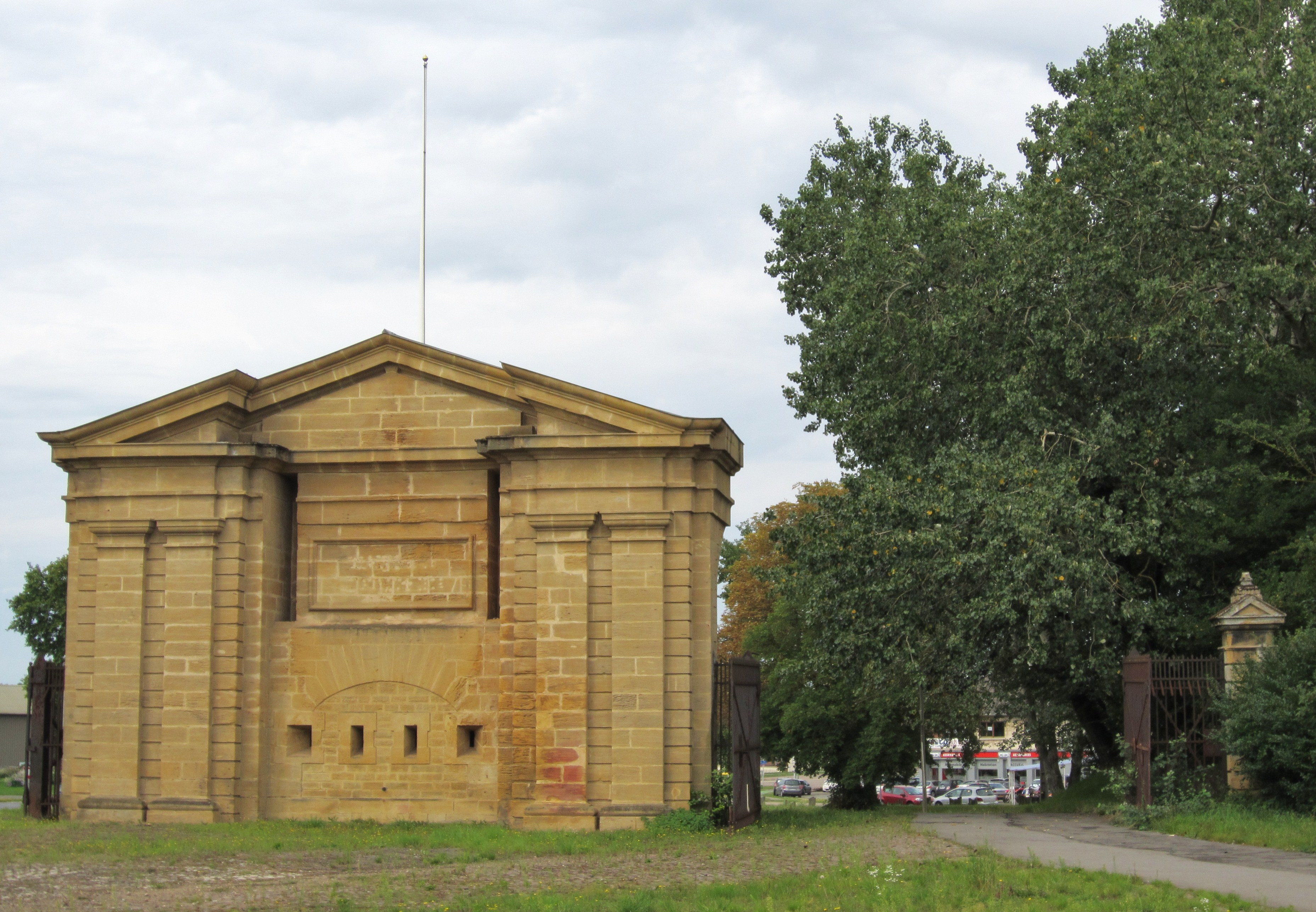
Porte de Sarrelouis.

Louis de Cormontaigne, né à Strasbourg le 4 mai 1696 et mort à Metz le 20 octobre 1752, est un architecte français.

## Biographie
Il a commencé sa carrière militaire à 18 ans aux sièges de Landau et de Fribourg-en-Brisgau, parties de la guerre de Succession d'Espagne, il a été admis à l'école des ingénieurs militaires. Louis de Cormontaigne est nommé lieutenant en 1728 puis capitaine en 1729. C’est le marquis d’Asfeld, directeur général des fortifications du royaume qui fait appel à lui pour mettre au point et diriger les constructions de Metz. Arrivé à Metz au cours de l’année 1728, il se met à la tâche et aucun travail n’est exécuté sans son agrément. À l’emplacement de l’ancien amphithéâtre, il fait édifier en 1737 selon les plans de Vauban la redoute de la Seille, un fort bastionné en avant des fortifications sud de Metz, mais aussi la place St-Thiebault y compris la fonderie de canon et l'hôtel du commandant.
En 1744, il est nommé directeur des fortifications de Metz (fort de Bellecroix), Thionville et Bitche, places qu’il fortifie : construction du couronné de Yutz, de la porte de Sarrelouis et de deux ponts-écluse (Pont-écluse sud du couronné de Yutz et Pont du Couronné).
Il est nommé maréchal de camp en 1748.

## Hommage posthume
Le lycée polyvalent Louis-de-Cormontaigne de Metz porte aujourd'hui son nom.
La station du métro de Lille Cormontaigne porte aujourd'hui son nom.
À Yutz, une zone d'activités comprenant diverses pépinières, la chambre de commerce locale et l'IUT, entre autres, se nomme Espace Cormontaigne. On y trouve une annexe du FJT de Thionville nommée Résidence Cormontaigne.

## Œuvres
- Architecture militaire ou l’art de fortifier[1]
- Œuvres posthumes de Cormontaigne, ou mémorial pour la fortification, l’attaque et la défense des places, enrichi d’addition, tirées des autres manuscrits de l’auteur, à Paris, nouv. édition 1815, 1822, 1835[2].
  - Tome 1 , Mémorial pour la fortification permanente et passagère.
  - Tome 2 , Mémorial pour l’attaque des places. [3]
  - Tome 3 , Mémorial pour la défense des places. [4]